# Epigenes (kráter)

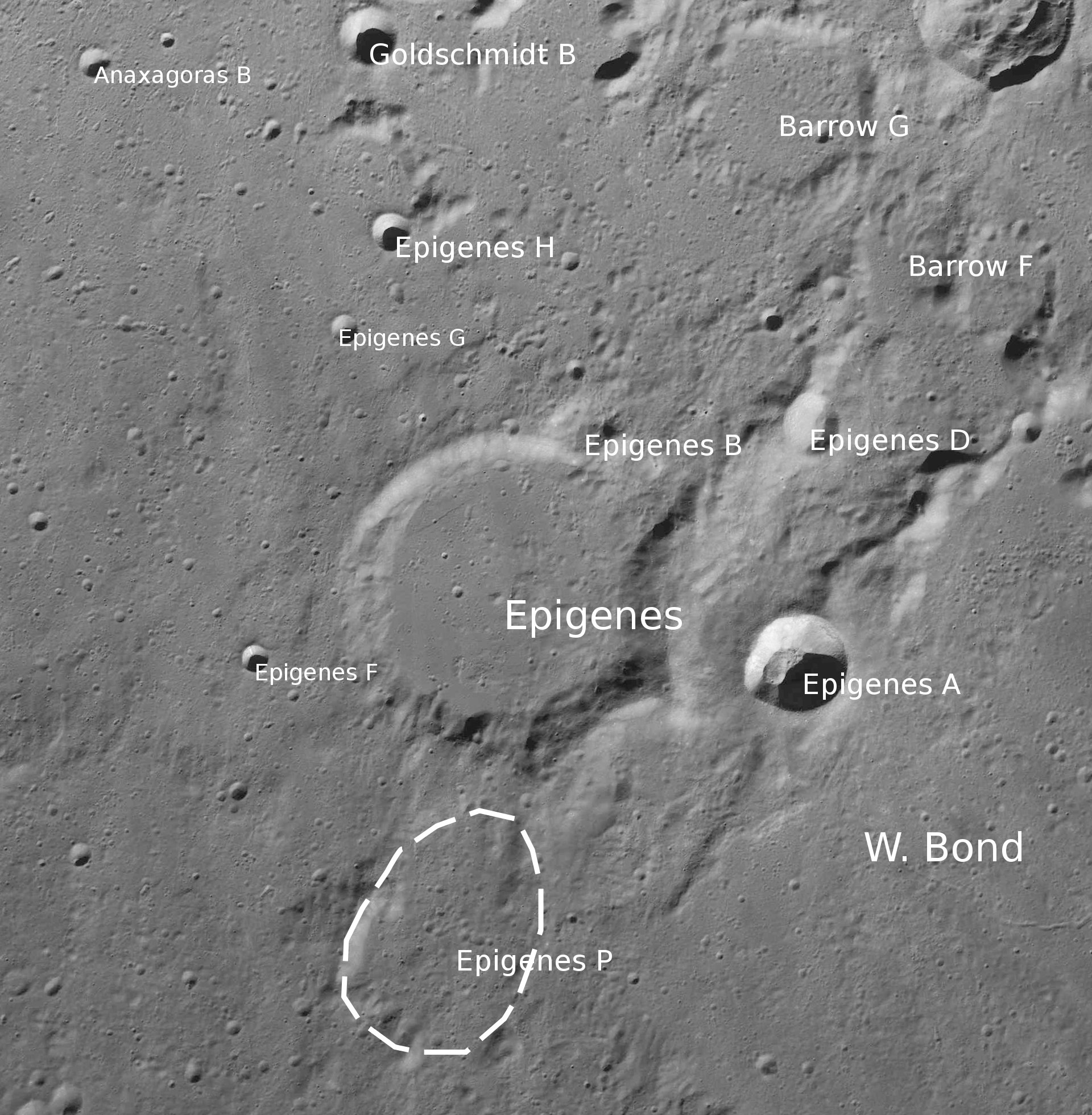
Poloha kráteru Epigenes.

Epigenes je měsíční kráter nacházející se severně od Mare Frigoris (Moře chladu) na přivrácené straně Měsíce. Má průměr 55 km, pojmenován byl podle řeckého antického astronoma Epigena Byzantského.
Jihovýchodně leží menší kráter Timaeus a rozprostírá se rozsáhlá valová rovina W. Bond.
Na severu se nachází kráter Goldschmidt s kráterem Anaxagoras narušujícím jeho západní okrajový val, jihozápadně leží značně rozrušené zbytky kráteru Birmingham.

## Satelitní krátery
V okolí kráteru se nachází několik menších kráterů. Ty byly označeny podle zavedených zvyklostí jménem hlavního kráteru a velkým písmenem abecedy.
| Epigenes | Sel. šířka | Sel. délka | Průměr |
| -------- | ---------- | ---------- | ------ |
| A        | 66.9° S    | 0.3° Z     | 18 km  |
| B        | 68.3° S    | 3.1° Z     | 11 km  |
| D        | 68.3° S    | 0.3° V     | 10 km  |
| F        | 67.1° S    | 8.1° Z     | 5 km   |
| G        | 68.9° S    | 7.0° Z     | 5 km   |
| H        | 69.4° S    | 6.4° Z     | 7 km   |
| P        | 65.4° S    | 5.4° Z     | 33 km  |